# Saw VI
Saw VI (conocida como El juego del miedo VI en Hispanoamérica) es una película de terror estadounidense de 2009, dirigida por Kevin Greutert y escrita por Marcus Dunstan en colaboración con Patrick Melton. Es la sexta película de la saga Saw. 
La filmación de la película se inició el 30 de marzo de 2009 en Toronto, Canadá y finalizó el 12 de mayo del mismo año. El 23 de octubre de 2009 se estrenó en Estados Unidos.
En España, el gobierno le dio la clasificación de Película X y al principio se iba a estrenar en solo 9 cines del país, lo que ocasiono mucho disgusto entre los fans y seguidores de la franquicia, los cuales expresaron su disgusto en redes sociales, y la distribuidora de la película Buena Vista Internacional, propiedad de Disney, se negó a exhibir la película en cines pornográficos, por lo que al año siguiente, en octubre del 2010, se llegó a un acuerdo con el gobierno español para exhibir la película en cines comerciales, ya que decidieron eliminar unas cuantas tomas de la película y finalmente pudo ser exhibida. Luego de varios años se quiso prohibir la saga aunque no se logró.

## Argumento
Los prestamistas abusivos Eddie y Simone están encerrados con arneses en la cabeza con tornillos apuntando a sus sienes, y tienen un minuto cada uno para cortar carne de sus cuerpos y inclinar la balanza a su favor para sobrevivir. Eddie, que tiene sobrepeso, se corta varios trozos de grasa del estómago, pero muere después de que Simone se corte un brazo e incline la balanza antes de que expire el cronómetro. El juego es observado por Mark Hoffman, que acaba de escapar de la trampa que mató al agente del FBI Peter Strahm. Hoffman utiliza la mano cortada de Strahm para plantar sus huellas dactilares en la escena del crimen. La policía y el agente del FBI Dan Erickson investigan junto a la agente del FBI Lindsey Pérez, cuya supervivencia fue ocultada por Erickson para su protección. Durante la autopsia de Eddie, el Dr. Heffner revela que la cuchilla utilizada para cortar la pieza del rompecabezas de sus restos es la misma cuchilla utilizada años antes en Seth Baxter. Pérez y Erickson reabren la investigación y analizan la cinta de vídeo encontrada en la escena del crimen.
Hoffman llega a la clínica de Jill Tuck y exige los sobres con fotografías de los sujetos de prueba del siguiente juego de la caja que le dejó John Kramer en su última petición. En el juego están implicados el ejecutivo de seguros médicos William Easton y sus socios, cuya dudosa política empresarial rechazó la cobertura de sus clientes para recibir tratamiento médico. Después de que Hoffman los secuestre, los lleva a un zoológico abandonado para iniciar el juego. William y su conserje, Hank, son suspendidos en cadenas con grandes tornillos de banco metálicos que aplastarán sus cuerpos cada vez que respiren en sus máscaras de oxígeno. El tornillo de banco mata a Hank, y William procede a sus otras tres pruebas para liberar los grilletes de bomba restantes de sus extremidades. La segunda prueba, en un acuario, obliga a William a salvar a su secretaria Addy, de mediana edad, por encima de su archivero Allen, que muere colgado de un lazo de alambre de espino. En la sala de calderas, William libera sin querer a su abogada Debbie, que le ataca para recuperar una llave dentro de su cuerpo y desbloquear un fusil submarino atado a su arnés. William lucha contra ella hasta que el dispositivo la mata. La prueba final de William consiste en salvar a sus seis subordinados en una rotonda giratoria, donde sólo es capaz de salvar a dos de ellos de una escopeta montada. El juego es visto por la madre Tara con su hijo adolescente Brent, así como por la periodista Pamela Jenkins, desde dos recintos de animales opuestos bajo la sala de observación.
Durante el juego, Hoffman es llamado por Erickson al laboratorio de audio tras obtener la cinta de vídeo. Erickson, ahora consciente de la muerte de Strahm, se enfrenta a Hoffman después de descubrir las anormalidades encontradas en las huellas dactilares de Strahm en el momento de su muerte. Cuando la voz de Hoffman es descifrada de la cinta, Hoffman se convierte en todo un ninja sigiloso y mata a Erickson, Pérez y a una técnica. Hoffman regresa a la sala de observación y encuentra la carta que escribió a Amanda, quien indirectamente instigó el robo de Cecil en la clínica de Jill que resultó en su aborto involuntario; Hoffman utilizó este conocimiento para chantajear a Amanda para que matara a la Dra. Lynn Denlon. La carta fue encontrada por Pamela y entregada a Jill, que la utilizó para tender una emboscada a Hoffman. Jill, que tenía el resto del contenido de su caja, incluido un sexto sobre con la foto de Hoffman, lo sujeta y le coloca una trampa para osos invertida modificada en la cabeza, cumpliendo así póstumamente la voluntad de John de poner a prueba a Hoffman tras su muerte.
William llega al final de su camino y entra en las jaulas donde se reencuentra con Pamela, que es su hermana. Se enfrenta a Tara y Brent, la viuda y el hijo de Harold Abbott, un antiguo cliente que sucumbió a su enfermedad cardiaca después de que William denegara su petición médica. La cinta de vídeo de John informa a Tara de que debe decidir el destino de William utilizando la palanca de su celda que conecta con los tanques de ácido fluorhídrico de cada jaula. Mientras William y Pamela intentan persuadir a la familia, Tara decide perdonarlo, pero un enfurecido Brent tira de la palanca, liberando una plataforma de agujas que mata a William inyectándole ácido en el cuerpo. Jill sale de la habitación mientras Hoffman escapa de las ataduras rompiéndose una mano y escapa de la trampa justo cuando se activa, sufriendo una herida en la mejilla derecha en el proceso.

## Reparto
- Tobin Bell - Jigsaw/John Kramer
- Betsy Russell - Jill Tuck
- Costas Mandylor - Mark Hoffman
- Peter Outerbridge - William Easton
- Samantha Lemole - Pamela Jenkins
- Shawnee Smith - Amanda Young
- Meisa Kuroki - Emily
- Athena Karkanis - Agente Lindsey Pérez
- Mark Rolston - Dan Erickson
- James Van Patten - Dr. Heffner
- Tanedra Howard - Simone
- Marty Moreau - Eddie
- Billy Otis - Cecil Adams
- Mpho Koaho - Timothy Young
- Devon Bostick - Brent
- Shauna MacDonald - Tara
- Shawn Ahmed - Allen
- Janelle Hutchison - Addy
- Gerry Mendicino - Hank
- George Newbern - Harold
- Larissa Gomes - Emily
- Karen Cliche - Shelby
- James Gilbert - Aaron
- Darius McCrary - Dave
- Melanie Scrofano - Gena
- Shawn Mathieson - Josh
- Caroline Cave - Debbie
- Jon Mack - Jane
- Elle Downs - Enfermera Elis
- Scott Patterson - Peter Strahm (escenas de Saw V)

## Polémica en España
El Ministerio de Cultura le otorgó la calificación X a esta entrega de la saga (la misma calificación que las películas pornográficas). Según lo anunciado, la película ha sido calificada de esta manera por hacer «apología de la violencia», destinándola a ser emitida únicamente en cines X (en los que se emiten las películas calificadas X, esto es, pornográficas en su mayoría). En España solo existen nueve cines con este tipo de calificación, lo que supuso grandes pérdidas para la compañía Lions Gate, quien había afirmado que esta película sería mucho más violenta que sus predecesoras.[cita requerida] La fecha de estreno estaba prevista para el 23 de octubre, pero debido a esta situación, la compañía retiró sus anuncios televisivos y carteles publicitarios. Muchos internautas aseguraron en aquellos días que se trataba de una maniobra gubernamental, para que el esperado estreno de Saw VI, no afectase en taquilla a la recién estrenada Agora, película del director español Alejandro Amenábar.[cita requerida]
El 27 de julio de 2010, el Ministerio de Cultura le otorgó la calificación «No recomendada para menores de 18 años». Para ello se ha realizado un nuevo montaje de la película que tendrá tres minutos menos que la versión que se ha estrenado en otros países. Sin embargo, estarán todos los diálogos de la película. Se estrenó en los cines españoles el 8 de octubre de 2010.